# Réserve naturelle de Tzatelet
La réserve naturelle de Tzatelet est une réserve naturelle régionale créée en 1993 et située en Vallée d'Aoste, entre les communes d'Aoste et de Saint-Christophe.

## Territoire

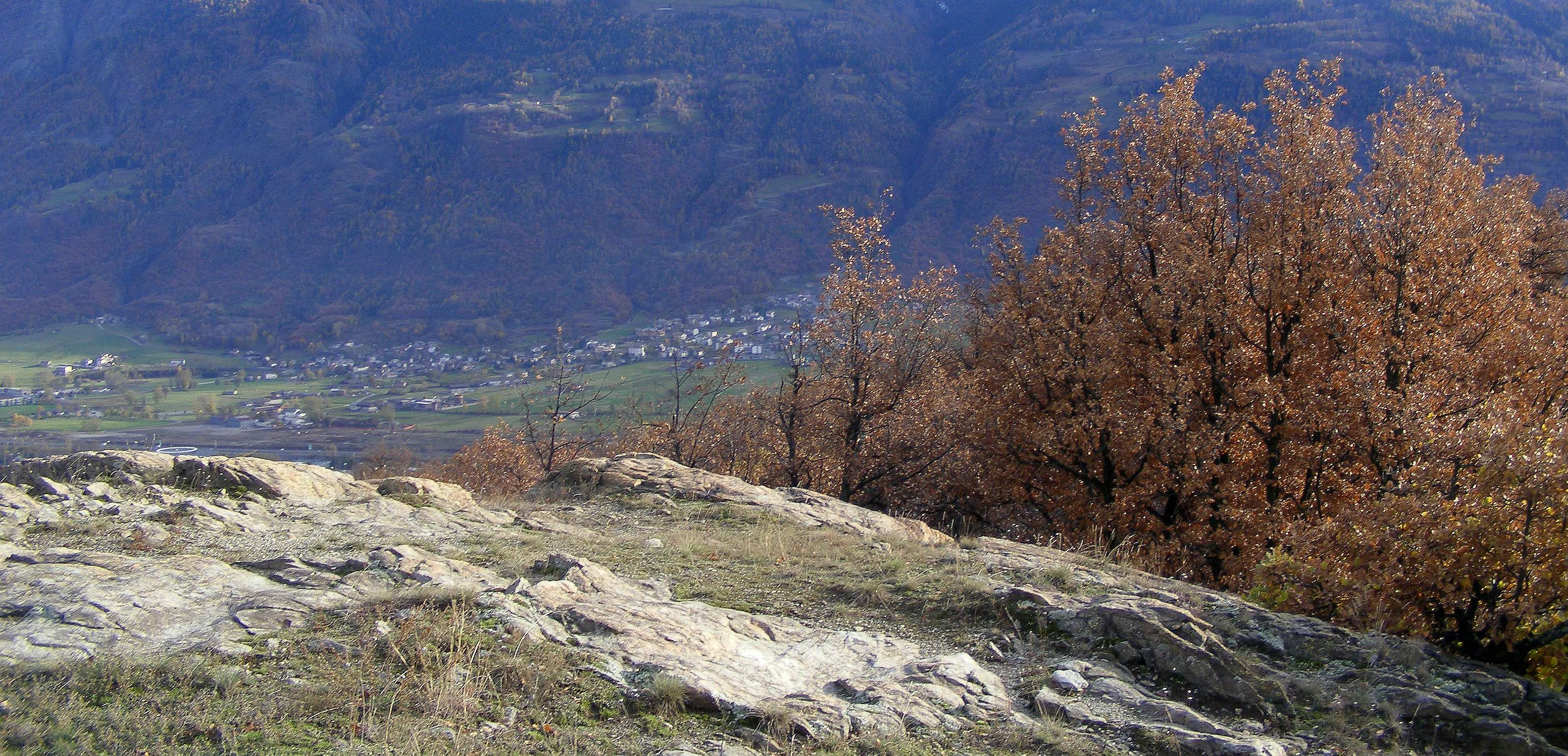
La zone aride de la côte de Tzatelet en novembre

Tzatelet se situe à la confluence entre la vallée centrale de la Doire baltée et le Valpelline, sur la gauche orographique de ce dernier. Son aire comprend la côte du même nom (790 mètres d'alt.) qui par sa forme relève de l'érosion des glaciers qui ont occupé la vallée jusqu'à il y a 10.000 ans environ.

## Flore et végétation
Le microclimat sec et son emplacement à l'adret ont favorisé la présence d'une végétation typiquement méditerranéenne (avec entre autres la valériane tubérose, dont les seules exemples dans les Alpes se trouvent en Vallée d'Aoste) et steppique, comme l'Amaranthacea Kochia prostrata, unique exemple en Italie.

## Faune
La faune de cette réserve est influencée par l'aridité. Parmi les oiseaux, on peut trouver le pinson des arbres, le pic et plusieurs corvidés.

## Archéologie
Des restes d'un village remontant au bas néolithique (3000 av. J.-C. environ) avec sa nécropole ont été retrouvés à Tzatelet.

## Équipement
La réserve de Tzatelet est équipée des structures suivantes :
- terrain de sports polyvalent ;
- terrain de sports populaires valdôtains (Palet valdôtain) ;
- aires de jeux pour enfants et adolescents ;
- parcours de gym ;
- toilettes ;
- vestiaires ;
- itinéraires piétonniers.